# Mansfield Woodhouse
Mansfield Woodhouse est une localité du Nottinghamshire, en Angleterre.